# Авіаносці типу «Ессекс»
Авіаносці типу «Ессекс» (англ. Essex class) — серія важких ударних авіаносців США періоду Другої світової війни.

## Представники
| Назва                            | Номер         | Верф                                              | Закладений                                        | Спущений на воду                                                 | Вступив у стрій                                                  | Доля                                                             |
| -------------------------------- | ------------- | ------------------------------------------------- | ------------------------------------------------- | ---------------------------------------------------------------- | ---------------------------------------------------------------- | ---------------------------------------------------------------- |
| Ессекс Essex                     | CV-9          | NNS                                               | 28 квітня 1941                                    | 31 липня 1942                                                    | 31 грудня 1942                                                   | знятий з озброєння 30 червня 1969, пущений на злам               |
| Йорктаун Yorktown                | CV-10         | NNS                                               | 1 грудня 1941                                     | 21 січня 1943                                                    | 15 квітня 1943                                                   | знятий з озброєння 27 червня 1970, корабель-музей                |
| Інтрепід Intrepid                | CV-11         | NNS                                               | 1 грудня 1941                                     | 26 квітня 1943                                                   | 16 серпня 1943                                                   | знятий з озброєння 15 березня 1974, корабель-музей               |
| Хорнет Hornet                    | CV-12         | NNS                                               | 3 серпня 1942                                     | 30 серпня 1943                                                   | 29 листопада 1943                                                | знятий з озброєння 26 червня 1979, корабель-музей                |
| Франклін Franklin                | CV-13         | NNS                                               | 7 грудня 1942                                     | 14 жовтня 1943                                                   | 31 січня 1944                                                    | знятий з озброєння 1 жовтня 1964, пущений на злам                |
| Лексінгтон Lexington             | CV-16         | Bethlehem Steel Corporation                       | 15 липня 1941                                     | 23 вересня 1942                                                  | 17 березня 1943                                                  | знятий з озброєння 8 листопада 1991, корабель-музей              |
| Банкер-Гілл Bunker Hill          | CV-17         | Bethlehem Steel Corporation                       | 15 вересня 1941                                   | 7 грудня 1942                                                    | 24 травня 1943                                                   | знятий з озброєння 1 листопада 1966, пущений на злам             |
| Восп Wasp                        | CV-18         | Bethlehem Steel Corporation                       | 18 березня 1942                                   | 17 серпня 1942                                                   | 24 листопада 1943                                                | знятий з озброєння 1 липня 1972, пущений на злам                 |
| Беннінгтон Bennington            | CV-20         | верф флоту в Нью-Йорку                            | 15 грудня 1942                                    | 26 лютого 1944                                                   | 6 серпня 1944                                                    | знятий з озброєння 15 січня 1970, пущений на злам                |
| Бон Омм Річард Bon Homme Richard | CV-31         | верф флоту в Нью-Йорку                            | 1 лютого 1943                                     | 29 квітня 1944                                                   | 26 листопада 1944                                                | знятий з озброєння 2 липня 1971, пущений на злам                 |
| Тікондерога Ticonderoga          | CV-14         | NNS                                               | 1 лютого 1943                                     | 7 лютого 1944                                                    | 8 травня 1944                                                    | знятий з озброєння 1 вересня 1973, пущений на злам               |
| Рендольф Randolph                | CV-15         | NNS                                               | 10 травня 1943                                    | 29 червня 1944                                                   | 9 жовтня 1944                                                    | знятий з озброєння 13 лютого 1969, пущений на злам               |
| Хенкок Hancock                   | CV-19         | Bethlehem Steel Corporation                       | 26 січня 1943                                     | 24 січня 1944                                                    | 15 квітня 1944                                                   | знятий з озброєння 30 січня 1976, пущений на злам                |
| Боксер Boxer                     | CV-21         | NNS                                               | 13 вересня 1943                                   | 14 грудня 1944                                                   | 16 квітня 1945                                                   | знятий з озброєння 1 грудня 1969, пущений на злам                |
| Лейте Leyte                      | CV-32         | NNS                                               | 21 лютого 1944                                    | 23 серпня 1945                                                   | 11 квітня 1946                                                   | знятий з озброєння 15 травня 1959, пущений на злам               |
| Кірсердж Kearsarge               | CV-33         | верф флоту в Нью-Йорку                            | 1 березня 1944                                    | 5 травня 1945                                                    | 2 березня 1946                                                   | знятий з озброєння 13 лютого 1970, пущений на злам               |
| Оріскані Oriskany                | CV-34         | верф флоту в Нью-Йорку                            | 1 травня 1944                                     | 13 жовтня 1945                                                   | 25 вересня 1950                                                  | знятий з озброєння 30 вересня 1976, затоплений в 2006 році       |
| Ріпрайзл Reprisal                | CV-35         | верф флоту в Нью-Йорку                            | 1 липня 1944                                      | спущений на воду в 1946 році для очистки стапеля, не добудований | спущений на воду в 1946 році для очистки стапеля, не добудований | спущений на воду в 1946 році для очистки стапеля, не добудований |
| Антітем Antietam                 | CV-36         | верф флоту у Філадельфії                          | 14 березня 1943                                   | 20 серпня 1944                                                   | 28 січня 1945                                                    | знятий з озброєння 8 травня 1963, пущений на злам                |
| Прінстон Princeton               | CV-37         | Philadelphia NSY                                  | 14 вересня 1943                                   | 8 липня 1945                                                     | 18 листопада 1945                                                | знятий з озброєння 30 січня 1970, пущений на злам                |
| Шангрі-Ла Shangri-La             | CV-38         | верф флоту в Норфолку                             | 15 січня 1943                                     | 24 лютого 1944                                                   | 15 вересня 1944                                                  | знятий з озброєння 30 липня 1971, пущений на злам                |
| Лейк-Шемплейн Lake Champlain     | CV-39         | верф флоту в Норфолку                             | 15 березня 1943                                   | 2 листопада 1944                                                 | 3 червня 1945                                                    | знятий з озброєння 2 травня 1966, пущений на злам                |
| Тарава Tarawa                    | CV-40         | верф флоту в Норфолку                             | 5 січня 1944                                      | 12 травня 1945                                                   | 8 грудня 1945                                                    | знятий з озброєння 1 червня 1967, пущений на злам                |
| Веллі-Фордж Valley Forge         | CV-45         | Philadelphia NSY                                  | 7 вересня 1944                                    | 18 листопада 1945                                                | 3 листопада 1946                                                 | знятий з озброєння 16 січня 1970, пущений на злам                |
| Іводжима Iwo Jima                | CV-46         | NNS                                               | 29 січня 1945                                     | не добудований, розібраний на стапелі                            | не добудований, розібраний на стапелі                            | не добудований, розібраний на стапелі                            |
| Філіппін Сі Philippine Sea       | CV-47         | Bethlehem Steel Corporation                       | 19 серпня 1944                                    | 5 вересня 1945                                                   | 11 травня 1946                                                   | знятий з озброєння 1 грудня 1969, пущений на злам                |
| CV-50 — CV 55                    | CV-50 — CV 55 | не закладались, будівництво скасоване в 1945 році | не закладались, будівництво скасоване в 1945 році | не закладались, будівництво скасоване в 1945 році                | не закладались, будівництво скасоване в 1945 році                | не закладались, будівництво скасоване в 1945 році                |

## Історія створення
Авіаносці типу «Ессекс» — найзнаменитіші американські авіаносці, які зіграли надзвичайно важливу роль в розгромі японського флоту. Будівництво 24 авіаносців цього типу всього за 4 роки стало унікальним фактом: ще ніколи в історії світового кораблебудування не було таких великих серій таких великих кораблів.
Проект «Ессекс» був розроблений в 1939—1940 роках на основі авіаносця «Йорктаун», який вступив у стрій в 1937 році, з урахуванням досвіду його будівництва, випробувань та експлуатації. Від прототипу «Ессекс» відрізнявся трохи більшими розмірами, посиленим зенітним озброєнням, досконалішими катапультами, потужнішими турбінами та рядом інших новацій. Збільшилась також чисельність авіагрупи, що потягнуло за собою збільшення ємності погребів боєзапасу та авіаційного бензину.

## Конструкція

### Корпус
За своїм компонуванням та архітектурою «Ессекс» в основному повторював «Йорктаун». Корпус відрізнявся вдалим поєднанням повного міделя з гострими обводами та великим розходженням шпангоутів на кінцях. Це знижувало опір води руху судна та забезпечувало хорошу остійність. Незважаючи на величезні розміри, корабель виглядав витончено. Для забезпечення непотоплюваності корабель дуже продумано розділили на водонепроникні відсіки та оснастили потрійним дном на більшій частині його довжини.
Політна палуба разом з одноярусним ангаром була виконана як надбудова. Через це носова частина часом не витримувала ударів хвиль та діставала ушкодження. Її площу, порівняно з «Йорктауном», вдалось значно збільшити, причому не тільки за рахунок більших розмірів. Став вужчим і компактнішим острів. Були зменшені зрізи палуби біля спонсонів зенітних гармат. Крім того, корисну площу палуби збільшувало бортове розташування третього літакопідйомника.
Розміри політної палуби «Ессекса» та 8 кораблів першої підсерії становили 62,8×32,9 м; ангара — 199,4×1,3 м; висота ангара —5,35 м.
У 15 авіаносців 2 підсерії (CV-14, 15, 19, 21,32—40,45—47) корпус подовжили на 4,9 м, а політну палубу вкоротили на 5,4 м для збільшення кутів обстрілу носових та кормових зенітних автоматів.
За проектом на кожному кораблі повинні були бути встановлені по 3 катапульти — дві на верхній палубі і одна поперек корпусу в ангарі. У дійсності «Ессекс» вступив у стрій взагалі без катапульт, наступні за ним кораблі — з однією палубною і однією ангарною (її змонтували на шести авіаносцях: CV-10, CV-12, CV-13, CV-14, CV-17 і CV-18). До кінця 1943 року на всіх кораблях — як тих, що вже вступили у стрій, так і тих, що будувались, встановили по дві палубні катапульти, а ангарні, які себе не виправдали, демонтували.
Перші кораблі серії оснащувались аерофінішерами MK.IV, здатними зупиняти літаки масою до 9 тонн з швидкістю посадки 100 км/г. Починаючи з «Беннінгтона» вони отримали потужніші аерофінішери MK.V, розраховані на зупинку літаків масою 13,5 тонн зі швидкістю посадки 145 км/г.
Підйом літаків з ангара на політну палубу здійснювали три ліфти. Вантажопідйомність кожного становила 12,7 тонн. Робочий цикл тривав 45 секунд. Два ліфти (14,7 х 13,5 м) розташовувались в діаметральній площині, а третій (18,3 х 10,4) був винесений за контур палуби. Це новаторське інженерне рішення дало «Ессексам» масу переваг перед попередниками.
Бортовий літакопідйомник збільшував корисну площу ангара, зробив міцнішою політну палубу (за рахунок ліквідації в ній третього вирізу), дозволив приймати літаки, габарити яких перевищували розміри ліфта. У випадку заклинювання бортовий ліфт не заважав зльоту та посадці. У випадку необхідності він міг складатись, зменшуючи тим самим габаритну ширину корабля. На всіх післявоєнних американських авіаносцях літакопідйомники ставили тільки бокові.

### Бронювання
Броньовий пояс «Ессекса» складався з 102-мм плит, встановлених на «сорочці» з 30-мм сталі STS. Він мав довжину 155 метрів (62 % ватерлінії). Висота становила 3,05 м. В підводній частині товщина плит плавно зменшувалась до 64 мм. Траверзні перебірки теж захищала 102-мм броня. Цю цитадель зверху закривала головна палуба, покрита 37-мм плитами зі сталі STS. Вище розташовувалась ангарна палуба, захищена бронею товщиною 64 мм. Рознесене горизонтальне бронювання суттєво збільшувало захист корабля від авіабомб: основну енергію вибуху приймала на себе ангарна палуба, а машини та котли, що розташовувались під головною палубою, залишались неушкодженими.
Проте конструктори припустились при цьому помилки. Вони звели до мінімуму отворів в ангарній палубі. Внаслідок цього її вентиляція виявилась недостатньою. У випадку пожежі люди задихались від диму. Саме цією обставиною пояснюються дуже великі втрати в людях (724 чоловіка) на авіаносці «Франклін», враженому японськими літаками. Польотна палуба залишилась неброньованою. Відсік стернових машин розташовувався у спеціальному броньовому коробі: стіни — 102 мм, дах — 64 мм. Легка броня прикривала розташовані вище ангарної палуби шахти подачі авіаційного боєзапасу та кабельні комунікації.

### Протиторпедний захист
Протиторпедний захист повторював схему, застосовану на «Йорктауні». Всередині корпуса йшли поздовжні перебірки — по чотири з кожного борту. Два зовнішні вдсіки були заповнені паливом, два наступні залишались пустими та слугували камерою розширення для гасіння енергії вибуху. Загальна ширина протиторпедного захисту становила 5,1 м з кожного борту. Досвід війни показав, що такий протиторпедний захист міг протистояти тільки авіаційним торпедам, які мали відносно невеликий заряд вибухової речовини.

### Силова установка
Енергетична установка була уніфікована з крейсерами типу «Атланта». Вона представляла ніби здвоєний варіант останньої. Кожен з чотирьох турбозубчатих агрегатів працював на свій гвинт. Механізми всіх кораблів серії відзначались високою надійністю, вони могли тривалий час безвідмовно працювати з повним навантаженням. Наприклад, «Лейк-Шемплейн» перетнув Атлантичний океан за 105 годин із середньою швидкістю 32,05 вузла (59,36 км/г).

### Озброєння
Однією з найважливіших задач проектувальників було посилення зенітного озброєння порівняно з прототипом. Для її вирішення вони вжили наступних заходів: збільшили кількість стволів та кути обстрілу гармат, покращили схему управління вогнем, створили досконаліші боєприпаси. На «Ессексі» чотири 127-мм універсальні гармати стояли в спонсонах нижче рівня політної палуби та могли стріляти тільки по лівому борту. Решта вісім гармат розташовувались в спарених баштових установках і могли вести вогонь на обидва борти. Важлива особливість снарядів була у радіодетонаторах, завдяки яким снаряди вибухали, пролітаючи поряд з ціллю. 40-мм Бофорси" монтувались в чотириствольних установках.
Зенітне озброєння авіаносців типу «Ессекс» в ході війни постійно вдосконалювалось. Якщо кількість 124-мм гармат залишалась незмінною, то кількість 40-мм та 20-мм автоматів постійно зростала. До літа 1945 року на CV-12 було 10 чотириствольних «Бофорсів», на CV-9 та CV-38 — по 11, на CV-10, CV-11, CV-16 — CV-18 і CV-31 — по 17, на решті (крім CV-13, який перебував в ремонті) — по 18.
Кількість 20-мм «Ерліконів» на CV-9 — CV-11 досягла 31, на CV-14 — 70, на CV-15 та CV-31 — по 56, на CV-19 — 59, на CV-20 — 60, на CV-36 — 55, на CV-38 — 113. На CV-16 та CV-18 було 56 «ерліконів» та 6 чотриствольних 12,7-мм кулеметів.
Додаткові «ерлікони» ставили на галереях вздовж політної палуби, «бофорси» на спеціальних спонсонах в районі галерей. Боєзапас становив 800 снарядів на ствол для 40-мм автоматів та 4076 — для 20-мм автоматів.
Вогнем 127-мм гармат керували два командно-далекомірних пости Мк.37, розташованих на острові. 40-мм «бофорсами» керували директори Мк.51 (останні в кінці війни де-не-де замінили нові Мк.57 або Мк.63 ). «Ерлікони» наводились за допомогою власних прицілів.

### Радіолокатори
Величезні переваги американському флоту над японським дали найкращі у світі радіолокатори. Правда, на «Ессексах», в проекті яких радари початково не передбачались, це створило чимало проблем. На і без того тісному острові треба було розмістити антени великих розмірів, причому таким чином, щоб виключити інтерференцію радіохвиль та зменшити дію теплового випромінювання. Треба було також виділити приміщення для апаратури та обслуговчого персоналу.
«Ессекси» отримали два радари дальнього виявлення повітряних цілей (SK і SC-2) з дальністю дії до 80 миль (148 км). Антену першого встановили на триногій щоглі, другого — на спеціальній платформі з правого боку димової труби. Виявлення надводних цілей здійснювали два радари типу SG. Їх антени змонтували на щоглі та на спеціальній штанзі позаду димової труби. Ще два радари типу Мк.4 стояли на дахах командно-далекомірних постів Мк.37; на топі щогли розташовувався радіомаяк типу YE. З 1943 року на авіаносцях даного типу встановлювали радіовисотомір типу SM або SP. Наприкінці 1944 року радар SK стали замінювати більш досконалим SC-2 (з параболічною антеною).
Крім того, авіаносці типу «Ессекс» отримали невеликі радари, яку були елементами системи управління вогнем (вони служили, в основному, радіодалекомірами). Це директори Мк.49 з радарами Мк. 11, директори Мк.57 з радарами Мк.29. директори Мк.63 з радарами Мк.34. У 1944 році радіолокатори Мк.4 отримали радіовисотоміри Мк.22 з додатковою параболічною антеною. Нарешті, на початку 1945 року почалост встановлення на кораблях приладів TDY для постановки завад радіолокаторам противника.

### Авіагрупа
Початково авіагрупа «Ессексів» включала чотири ескадрильї: розвідувальну, бомбардувальну, торпедоносну та винищувальну. Остання була подвійною та складалась із 36 машин, решта мали по 18 літаків. Крім того, був літак командира авіагрупи, а ще 9 машин зберігались в частково розібраному вигляді (як резерв для поповнення втрат). Всього авіаносець ніс 100 літаків: 39 винищувачів F4F «Уайлдкет», 40 розвідників-бомбардувальників SBD «Донтлес», 21 торпедоносець TBF «Евенджер». В міру вдосконалення радіолокаторів потреба в розвідниках знижувалась. У 1944 році їх замінили «чистими» пікірувальниками та винищувачами. Загроза з боку камікадзе зумовила зростання чисельності винищувачів.
Влітку 1945 року типова авіагрупа нараховувала 103 літаки, зведених у дві великі (36-37 машин) ескадрильї винищувачів та винищувачів-бомбардувальників, і дві малі (15 машин) ескадрильї пікірувальників та торпедоносців. За проектом авіаційний боєзапас включав 148 бомб по 454 кг (1000 фунтів), 450 бомб по 227 кг (500 фунтів), 522 бомби по 45 кг (100 фунтів), 36 торпед Мк.XIII. При цьому передбачалась можливість 100 % збільшення кількості бомб. Таке рішення виявилось дуже правильним. Боєзапас подавали з погребів до літаків три елеватори на ангарній палубі та три на політній палубі. Запас бензину становив 876 798 літрів (в кінці війни через монтаж додаткового зенітного озброєння та радарів цей запас зменшили до 791 065 літрів).

## Характеристика проекту
Авіаносці типу «Ессекс» виявились вдалими кораблями. Їх часом навіть називали найкращими важкими авіаносцями Другої світової війни. З одного боку, вони мали велику ударну потужність. З іншого — відзначались високою живучістю (неодноразово зазнавали важких ушкоджень, проте жоден не загинув). До числа недоліків відносились: не дуже хороша мореплавність, слабкість конструкції політної палуби та протиторпедного захисту, погана вентиляція внутрішніх відсіків, перевантаженість житлових приміщень. Внаслідок відсутності бронювання політної палуби ці авіаносці сильно страждали від пожеж у випадках влучання авіабомб чи камікадзе.
Проте, завдяки своїй чисельності та своїм перевагам, а також завдяки тому, що вони вчасно з'явились, саме авіаносці типу «Ессекс» розгромили японський флот.

## Післявоєнна модернізація
У перші повоєнні роки 14 авіаносців типу «Ессекс» були виведені в резерв, при цьому частина з них з резерву вже не виводилась.

### Програма модернізації SCB-27
У 1949 році значна частина авіаносців пройшла модернізацію за програмою SCB-27, після чого авіаносці змогли нести нові, реактивні літаки. Зокрема, була посилена політна палуба, були змонтовані броньовані укриття для членів екіпажу, які працювали на політній палубі, був звужений острів, розширені кімнати відпочинку для членів екіпажів літаків, які перебували в оперативній готовності, а також були встановлені нові катапульти. Майже вся артилерія була демонтована, залишились тільки одиночні гармати по кутах політної палуби, а 40-мм «бофорси» були замінені 3-дюймовими автоматами.
Програма модернізації складалась з 3 фаз — A, B, C, роботи тривали близько двох років.
Надалі модернізовані авіаносці були рекласифіковані як CVA (англ. Carrier Vessel Attack — ударний авіаносець).

### Програма модернізації SCB-125
Після Корейської війни 15 авіаносців типу «Ессекс» пройшли модернізацію за програмою SCB-125. Роботи тривали 7-8 місяців. Внаслідок цієї модернізації кораблі отримали кутову політну палубу та нову носову частину (hurricane bow), яка покращила мореплавність, передній літакопідйомник був переміщений з центральної частини назад, що зараз є стандартом розміщення ліфтів на авіаносцях. Модернізацію пройшли всі авіаносці, крім «Лейк-Шемплейн», який залишився єдиним кораблем в експлуатації, що не був обладнаний кутовою політною палубою.

## Післявоєнна служба
Після модернізації авіаносці типу «Ессекс» використовувались в ряді військових конфліктів, зокрема, в Корейській війні та війні у В'єтнамі.
Також декілька кораблів використовувались в космічних програмах США для евакуації космічних кораблів та астронавтів, які приводнялись у Тихому та Атлантичному океанах.
Наприкінці 60-х — на початку 70-х років більшість з цих кораблів морально застаріли та були зняті з озброєння. Лише один корабель, «Лексінгтон» залишався у строю до 1992 року як навчальний авіаносець.
Дотепер збереглись чотири кораблі, які відкриті для відвідувачів як музеї:
- «Йорктаун» в Маунт-Плезент (англ. Mount Pleasant), Південна Кароліна
- «Інтрепід» в Нью-Йорку
- «Хорнет» в Аламеді, Каліфорнія
- «Лексінгтон» в Корпус-Крісті, Техас

«Оріскані» був затоплений у 2006 році, щоб сформувати штучний риф поблизу узбережжя Пенсаколи у Флориді, його можуть відвідати досвідчені дайвери.

## Галерея

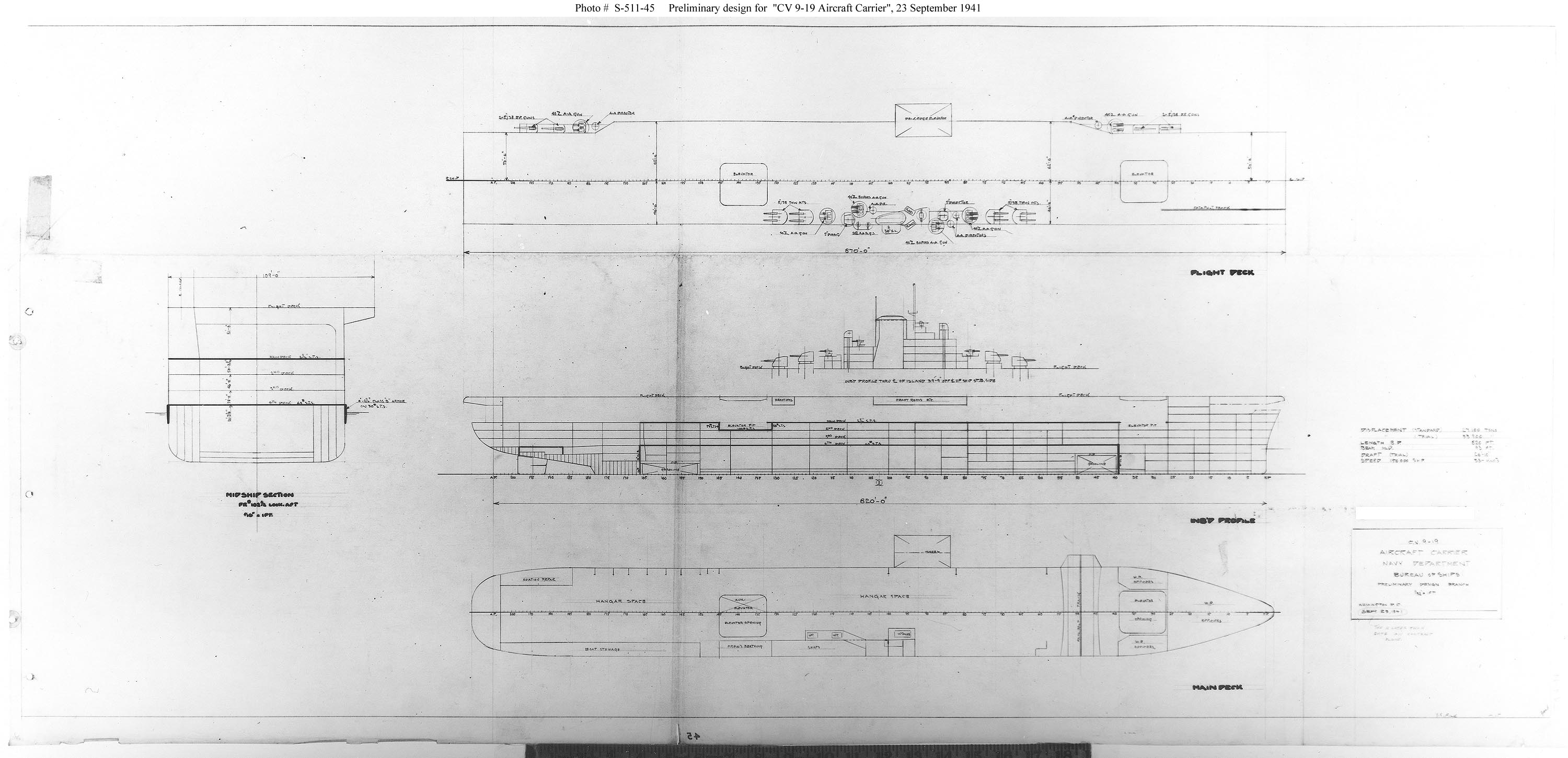
Креслення авіаносців типу «Ессекс», 1941 рік
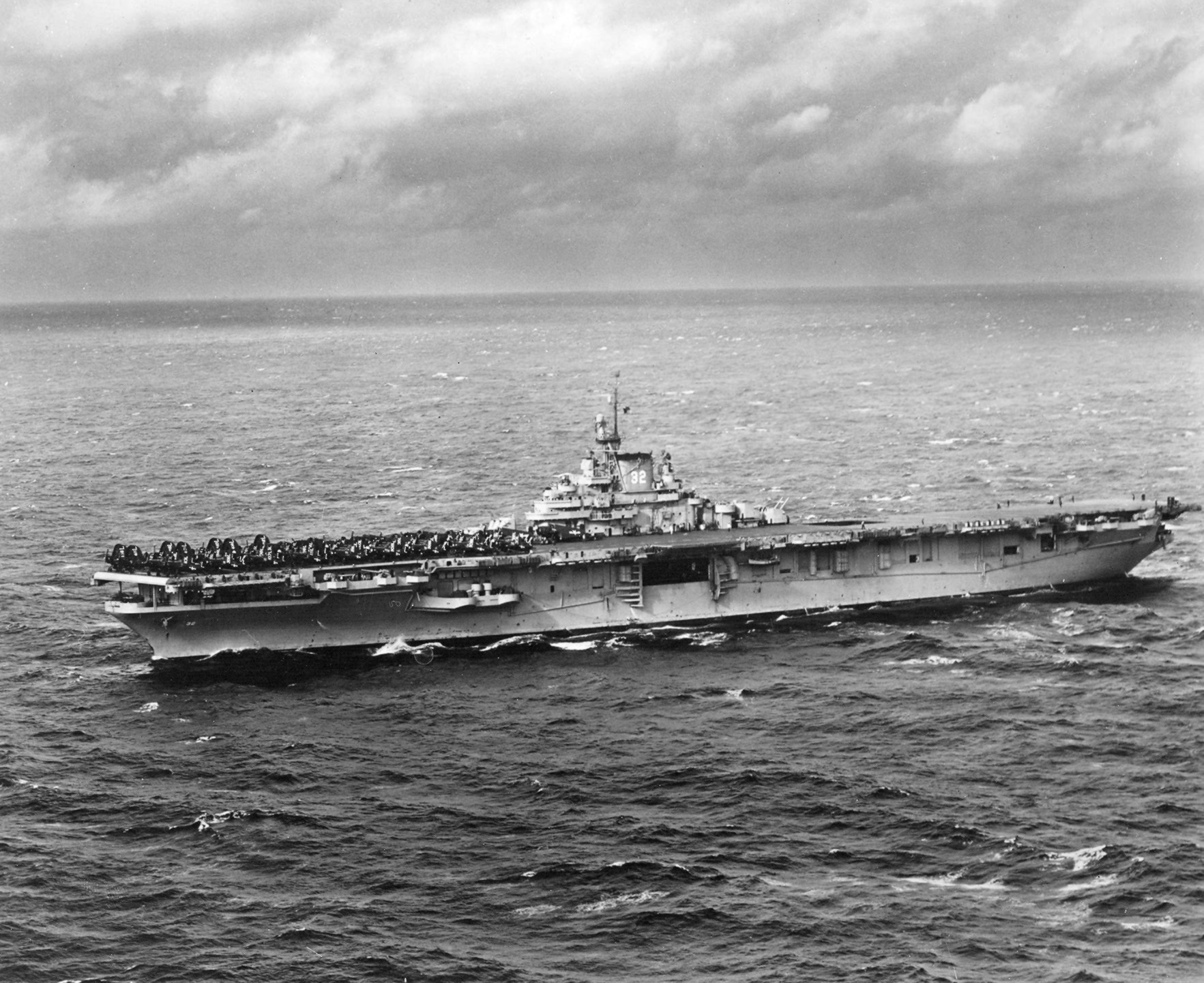
«Лейте»
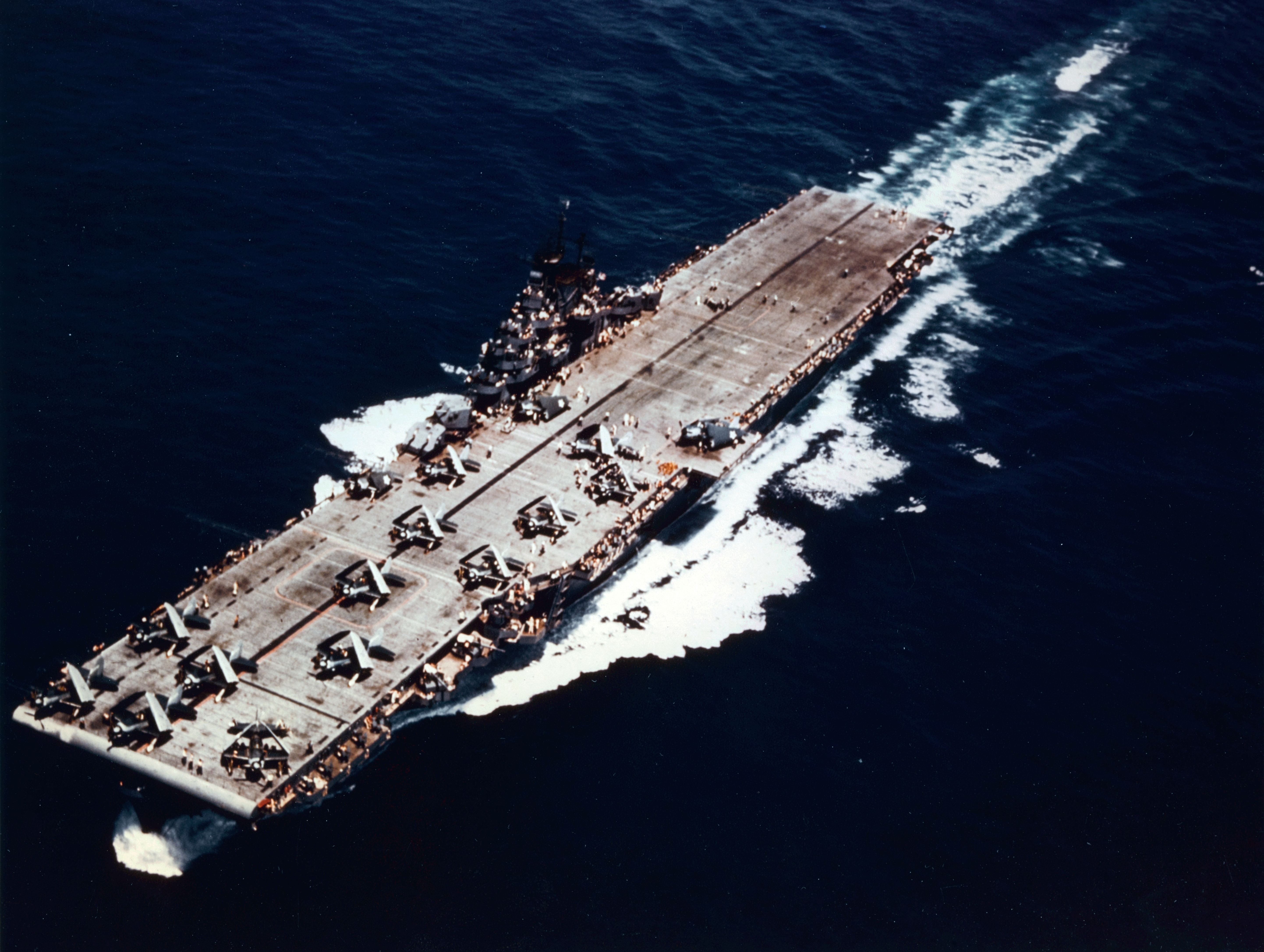
"Йорктаун"в морі, 1943 рік
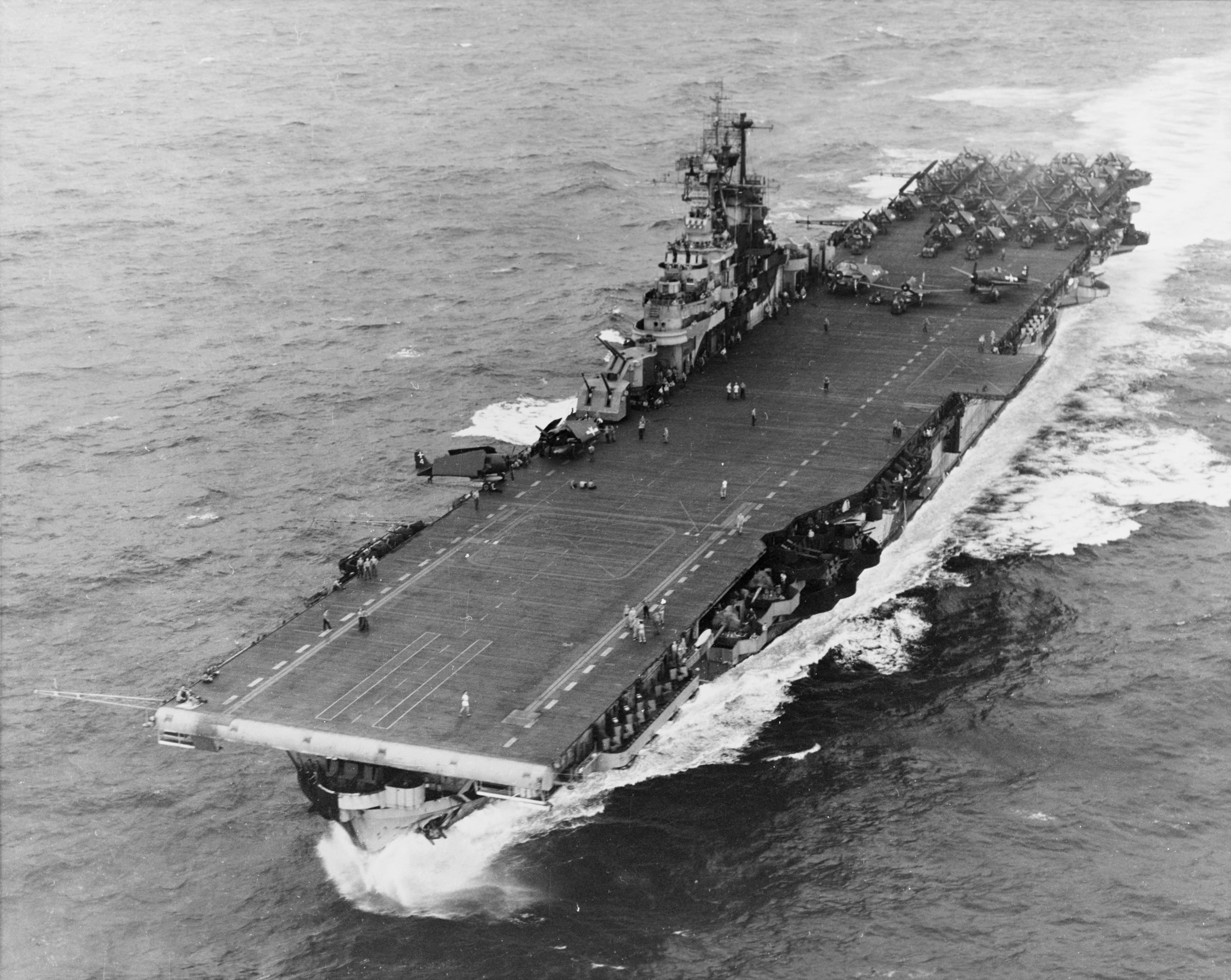
«Інтрепід» у Філіппінському морі, листопад 1944 року
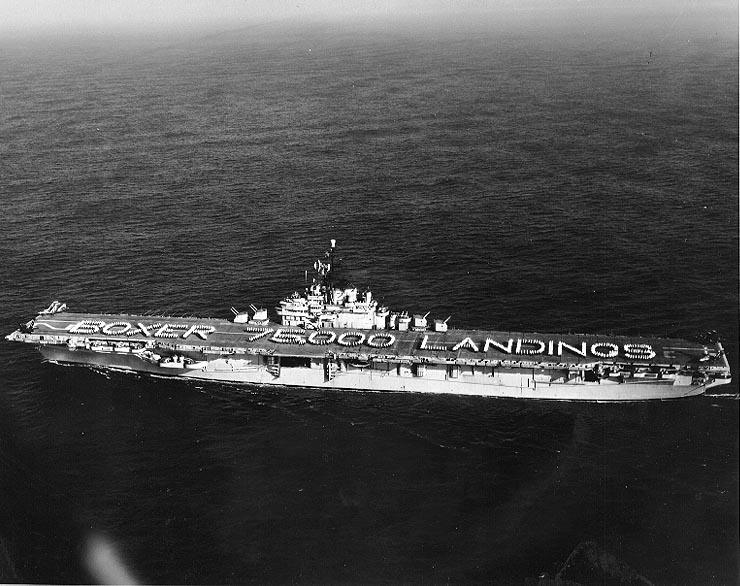
«Боксер»
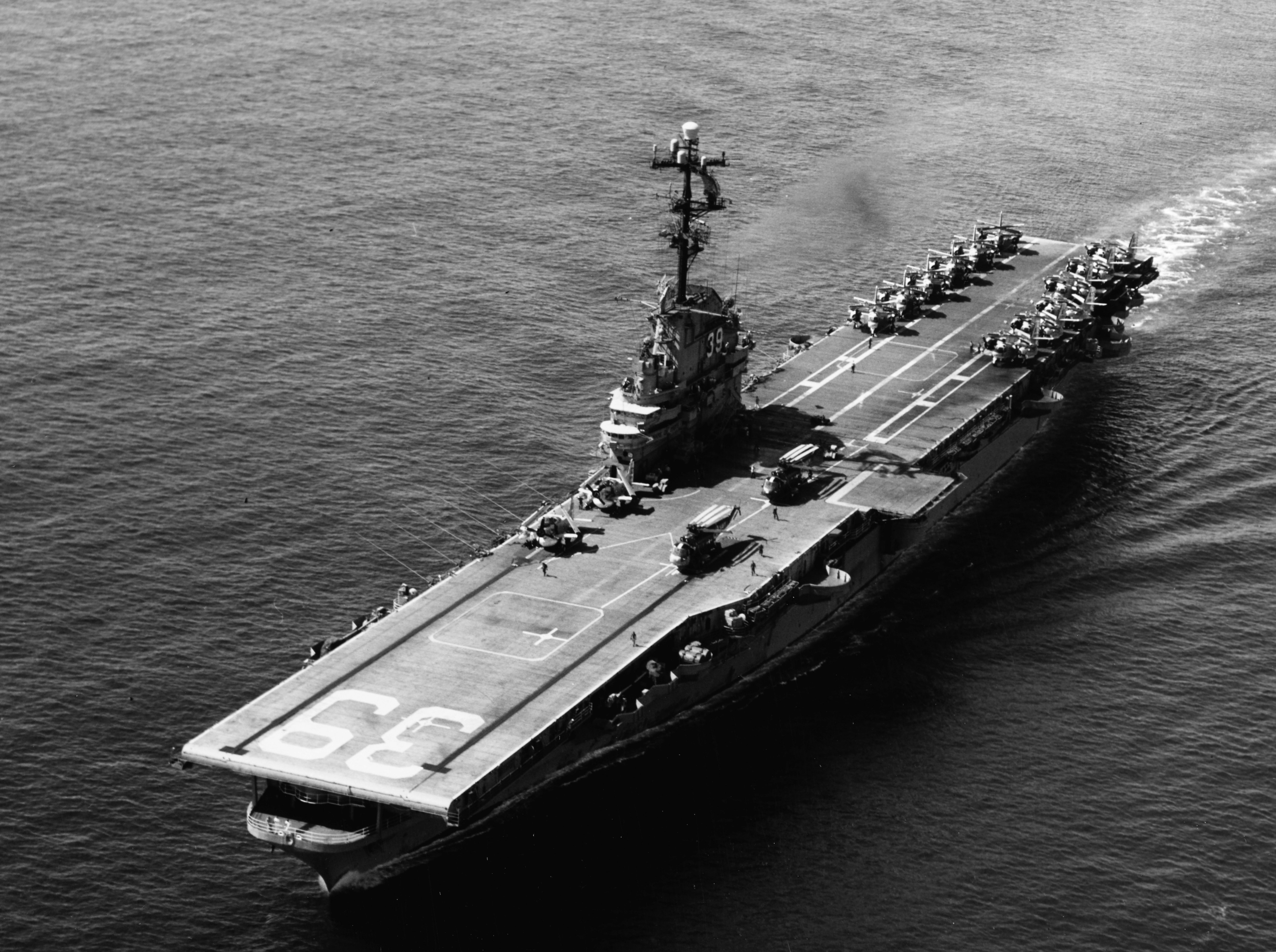
«Лейк-Шемплейн»
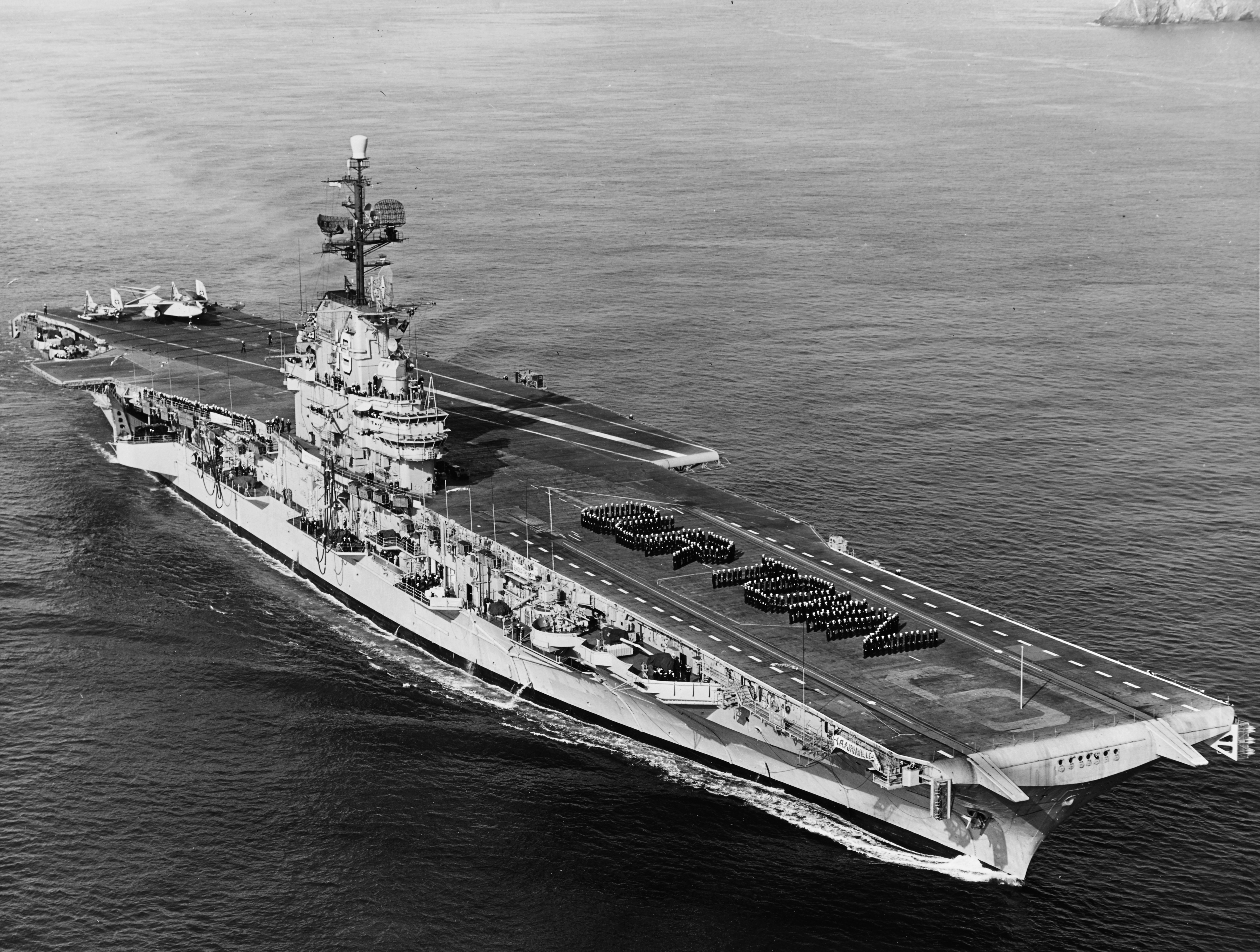
«Хенкок»
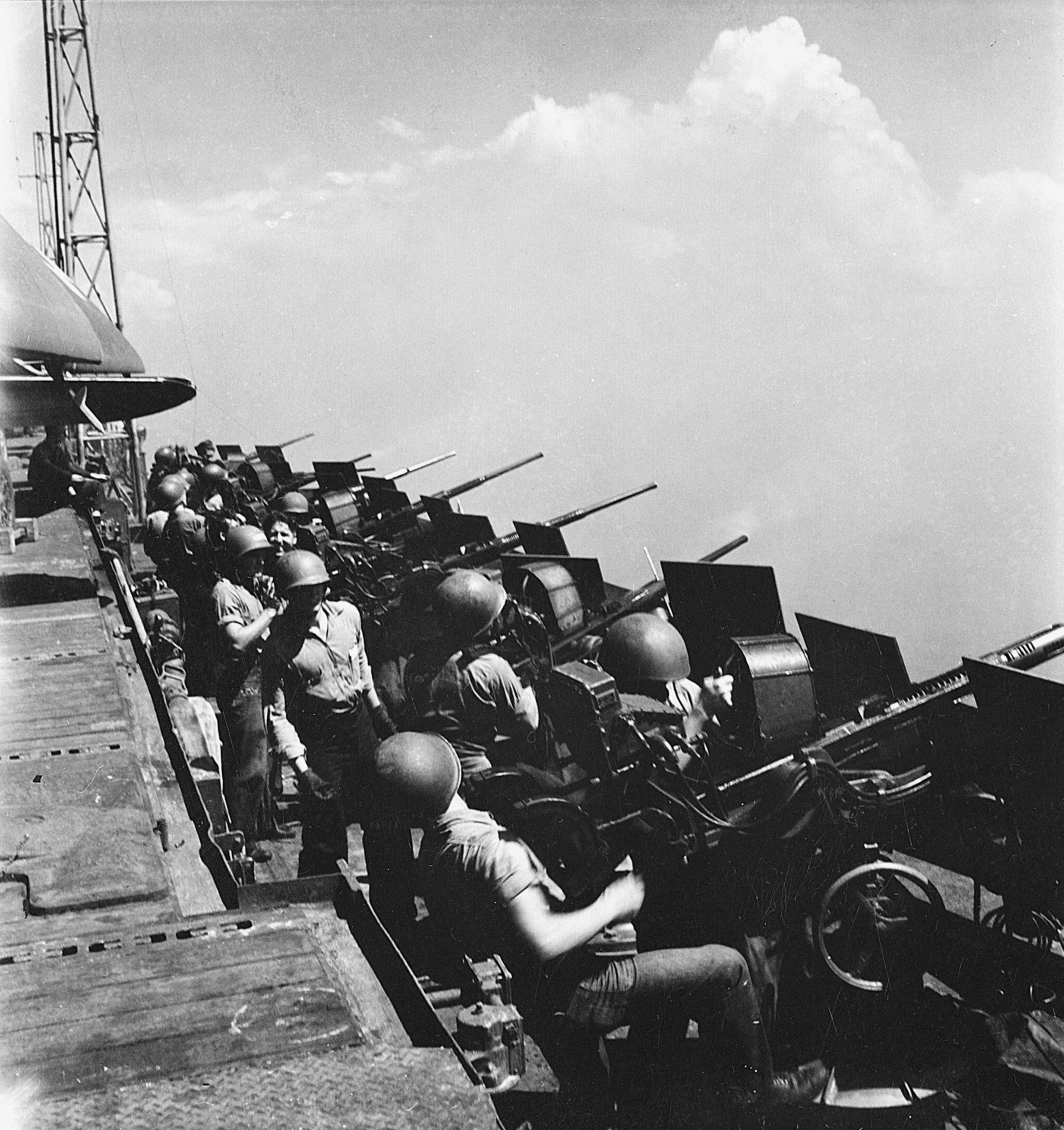
20-мм «Ерлікони» на «Хорнеті», 1945 рік
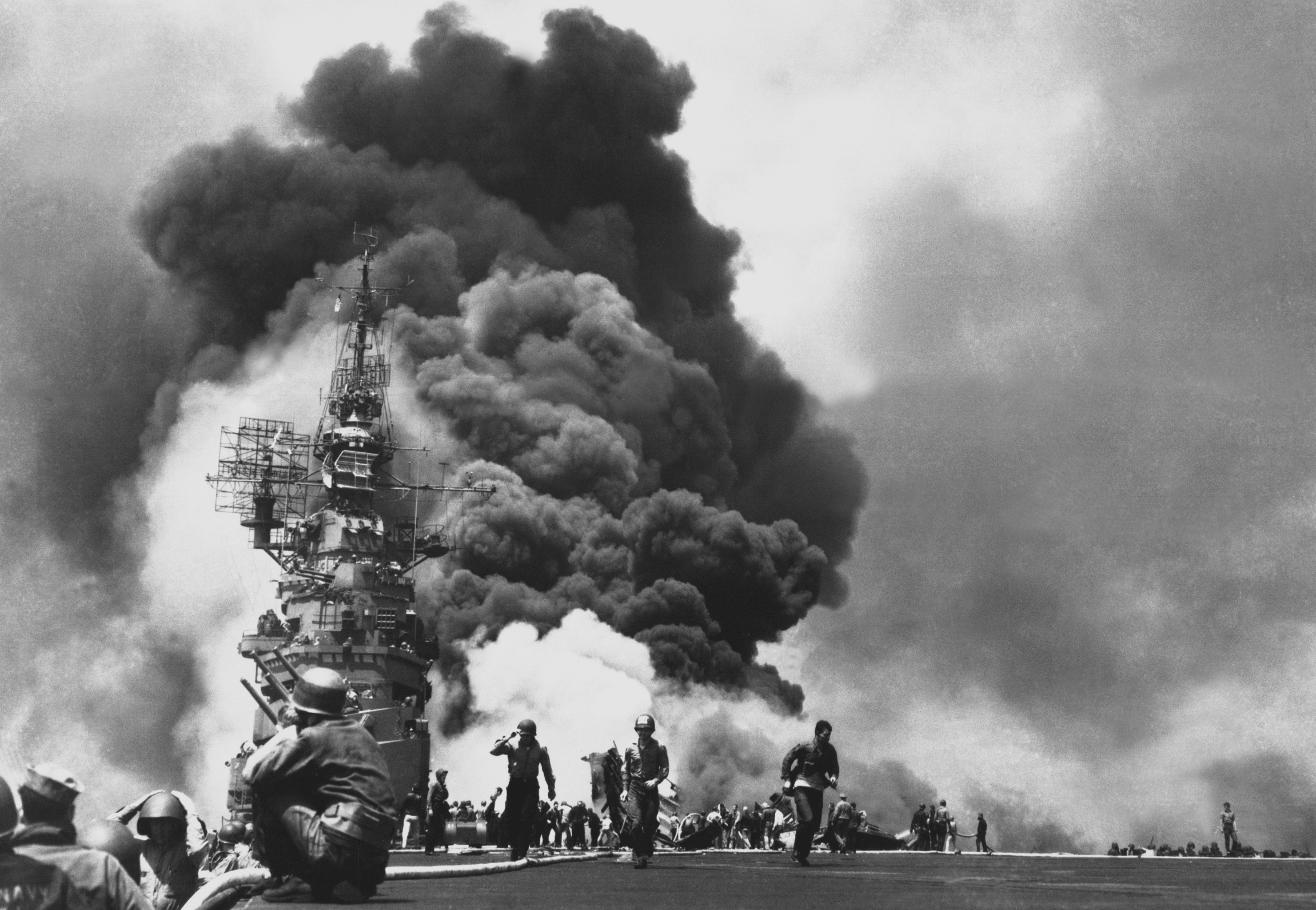
F6F «Хеллкет» запускається катапультою з «Хорнета»
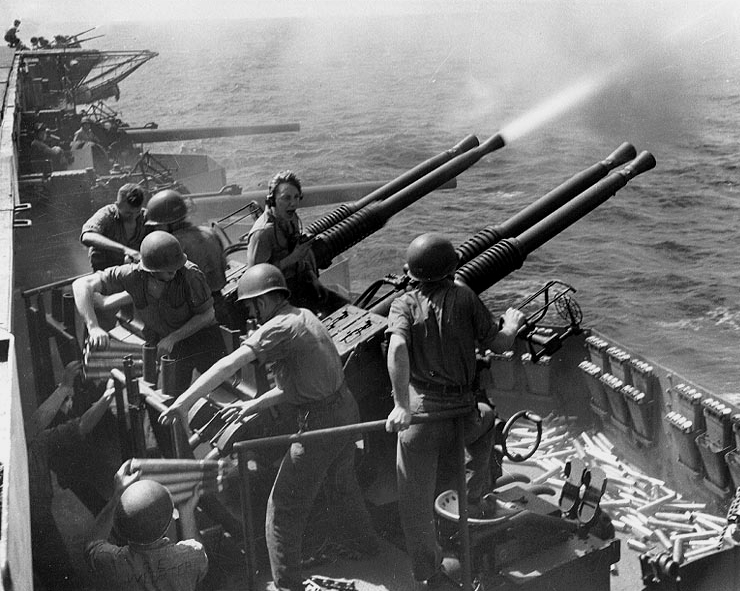
Вогонь 40-мм «Бофорсів» з борта «Хорнета»
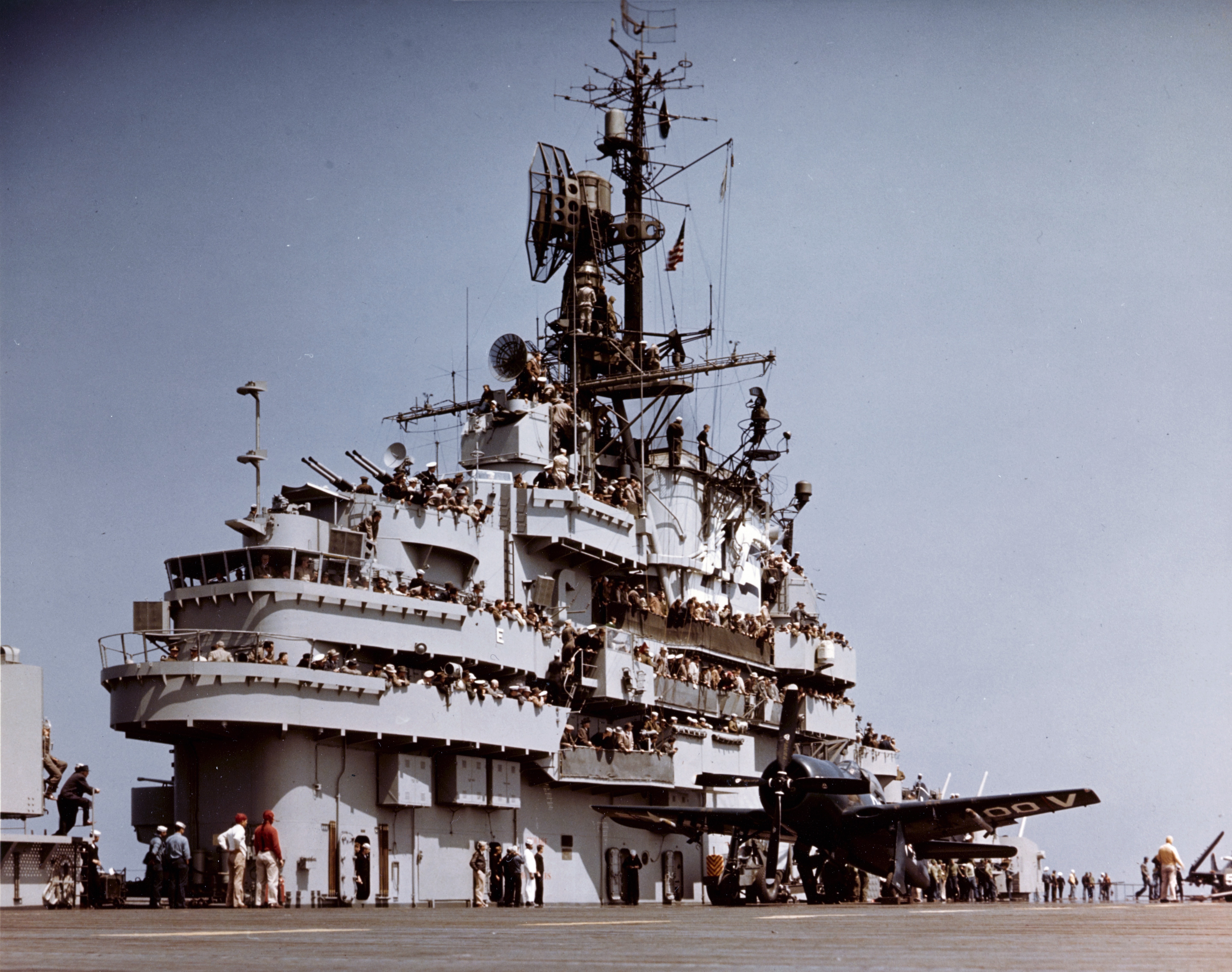
Радар на «Веллі-Фордж», 1949 рік
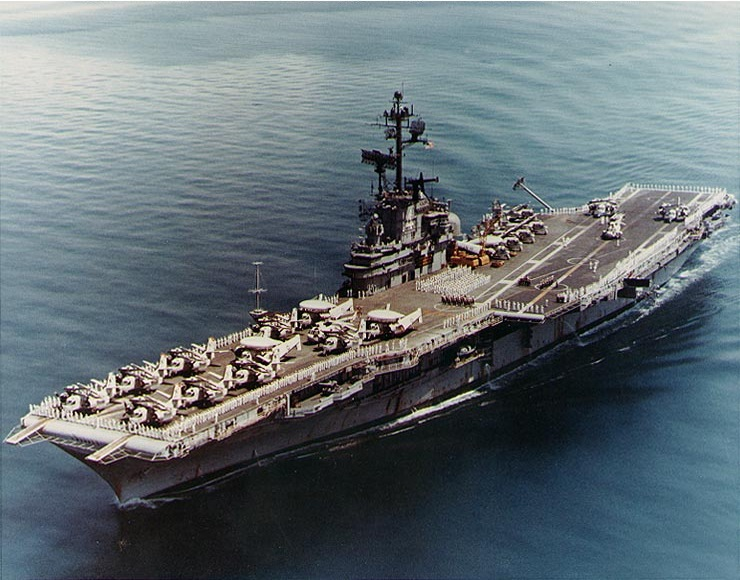
«Тікондерога» з кутовою політною палубою
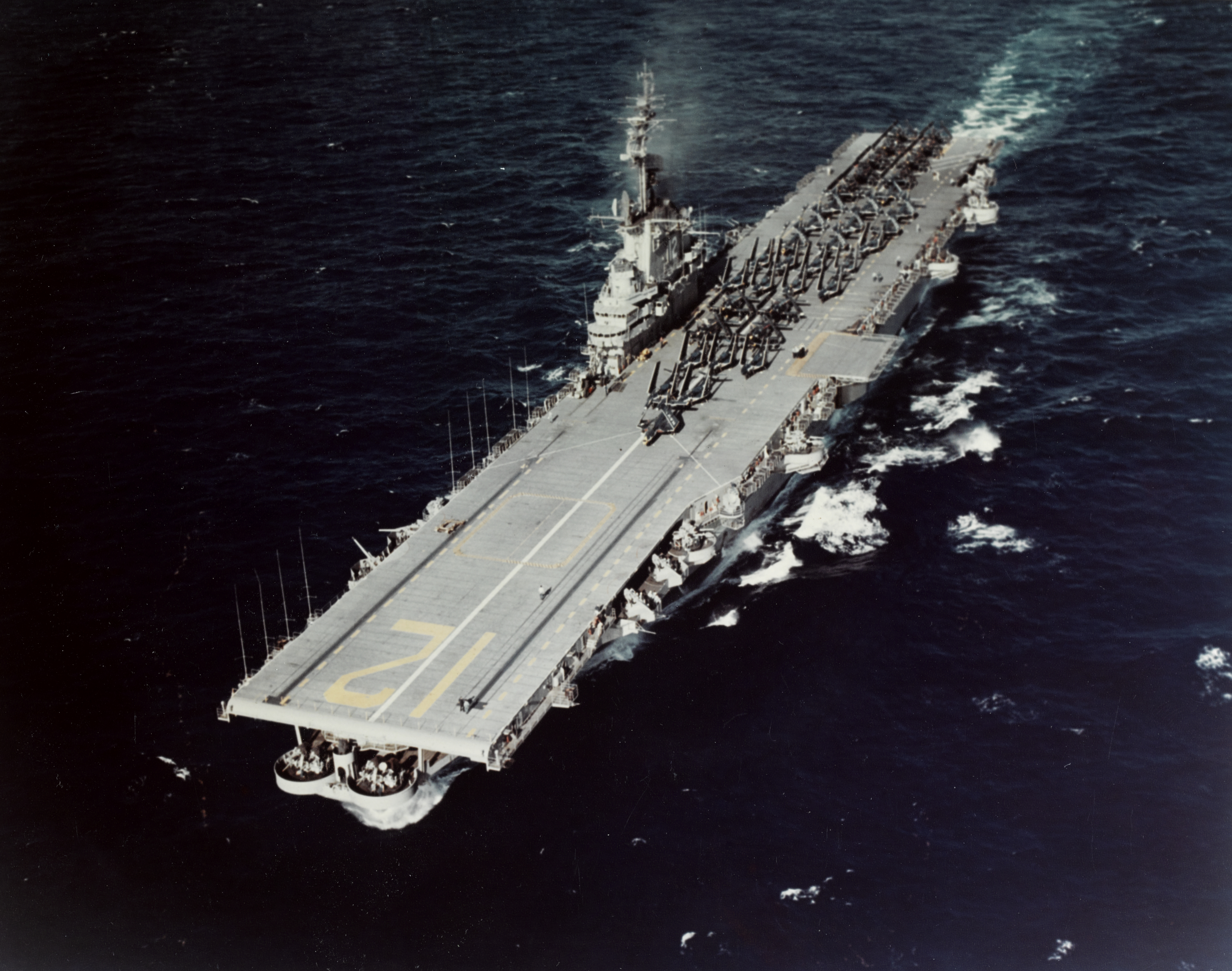
«Хорнет» у 1954 році
«Ессекс» після модернізації, 1960 рік
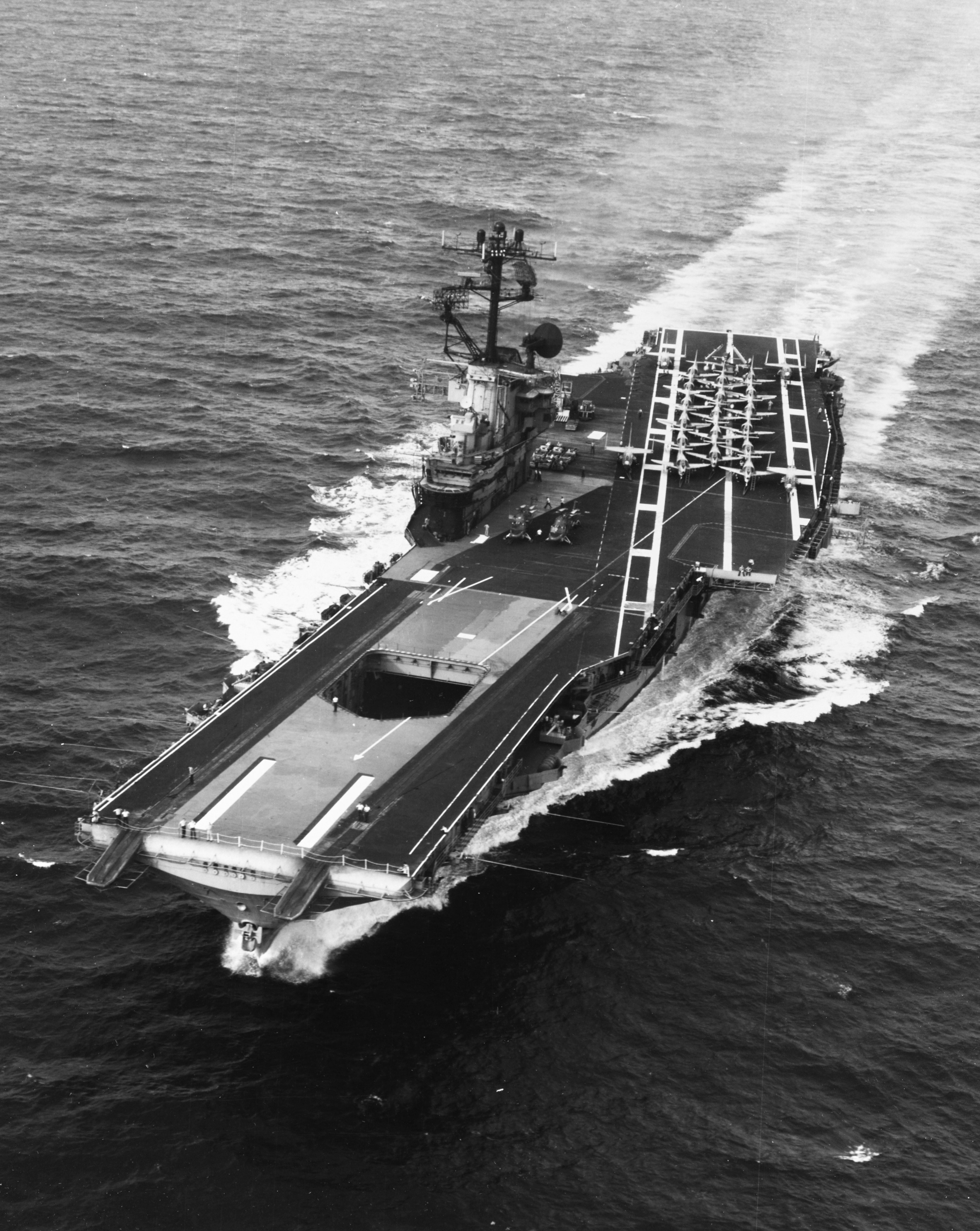
«Інтрепід» після модернізації, 1968 рік
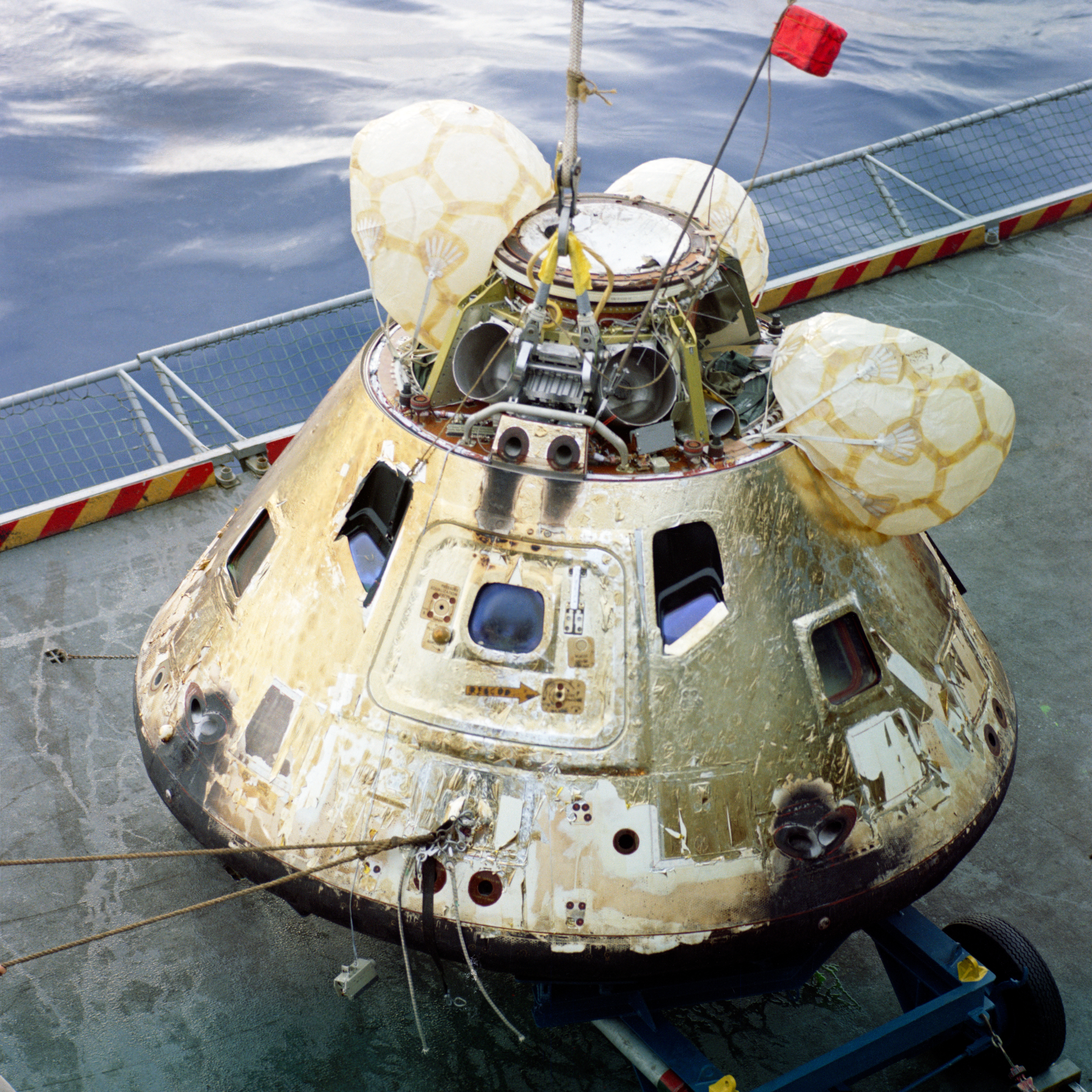
Командний модуль «Аполлон-8» на палубі «Йорктауна», 27 грудня 1968 року
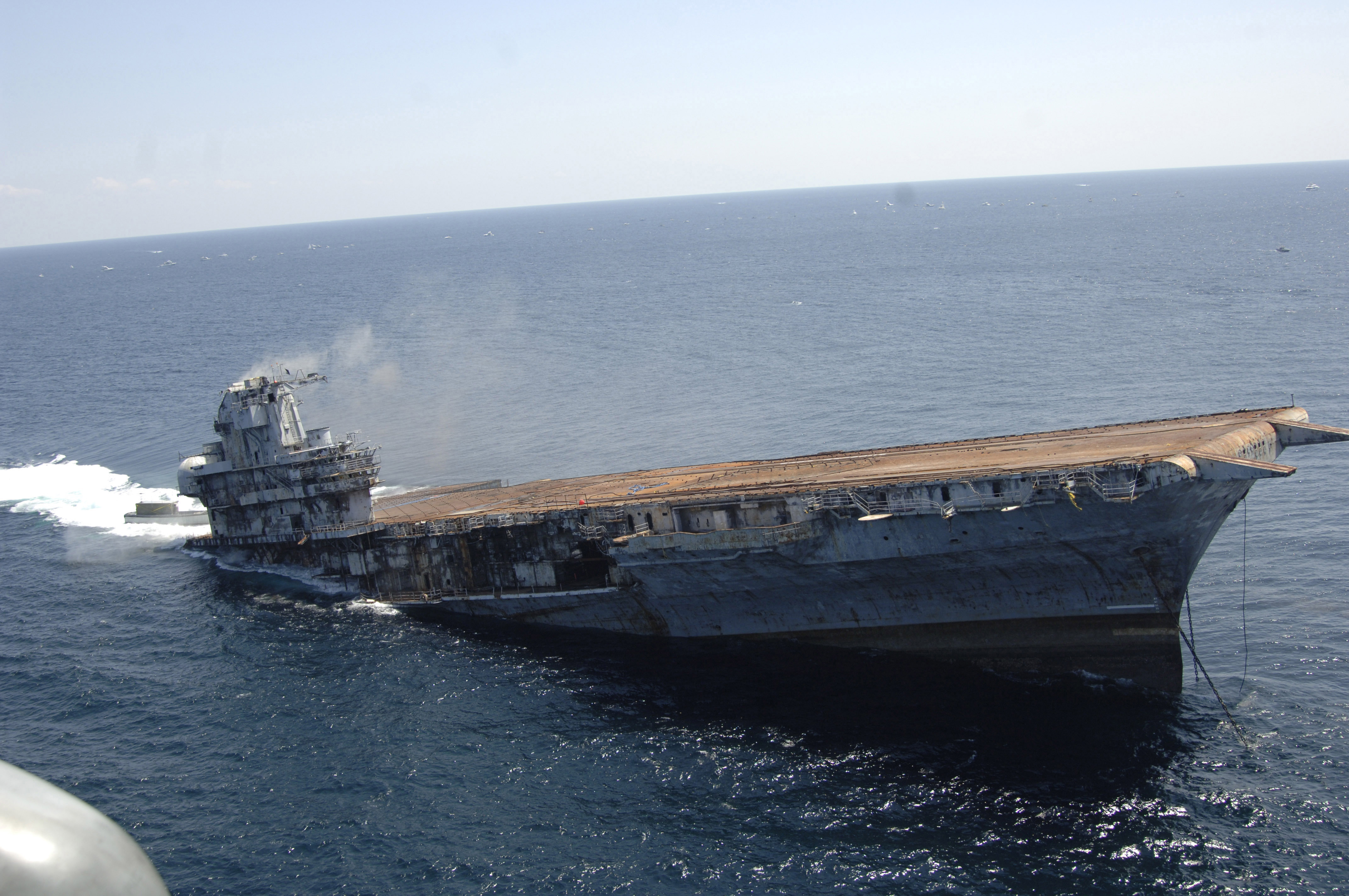
Затоплення «Оріскані», 2006 рік